# Partito Nazionale Liberale del Queensland
Il Partito Nazionale Liberale del Queensland (in inglese: Liberal National Party of Queensland) è un partito politico australiano di orientamento liberal-conservatore.
Attivo nello stato del Queensland, è stato fondato nel 2008 a seguito della confluenza di due distinti soggetti politici, rispettivamente referenti regionali del Partito Nazionale d'Australia e del Partito Liberale d'Australia.

## Risultati
| Elezione          | Voti      | %    | Seggi    |
| ----------------- | --------- | ---- | -------- |
| Parlamentari 2010 | 1 130 525 | 9,12 | 21 / 150 |
| Parlamentari 2013 | 1 152 217 | 8,92 | 22 / 150 |
| Parlamentari 2016 | 1 153 736 | 8,52 | 21 / 150 |
| Parlamentari 2019 | 1 236 401 | 8,67 | 23 / 151 |